# Lisa Hurtig
Lisa Birgit Maria Hurtig, tidigare Lantz, född 26 augusti 1987, är en svensk före detta fotbollsspelare.
2019 gifte hon sig med landslagsspelaren Lina Hurtig.

## Karriär
Hurtig började spela fotboll i Delsbo IF och gick därefter till Team Hudik. 2005 värvades hon av Sundsvalls DFF. Hurtig spelade 43 matcher för klubben i Norrettan under två säsonger.
Inför säsongen 2007 gick Hurtig till Bälinge IF. Hon gjorde debut i Damallsvenskan under sin tid i klubben och spelade totalt 32 matcher. Inför säsongen 2009 skrev Hurtig på för Umeå Södra. Totalt spelade hon fem säsonger för klubben.
I februari 2014 värvades Hurtig av Umeå IK. I mars 2015 blev hon utsedd till lagkapten för klubben. I december 2016 värvades Hurtig av Linköpings FC. I november 2017 förlängde Hurtig sitt kontrakt i klubben med ett år. I oktober 2018 förlängde hon sitt kontrakt med två år. Efter säsongen 2020 avslutade Hurtig sin fotbollskarriär.

## Meriter
Linköpings FC
- Damallsvenskan: 2017